# Máel Muire d'Atholl
Máel Muire d'Atholl était Mormaer d'Atholl au début du XIIe siècle, avant les années 1130. 
D'après l'Orkneyinga saga, Melmari (Máel Muire) était le fils du roi Donnchad Ier, le jeune frère du roi Máel Coluim III et le père de Maddadr comte d'Atjoklar (Atholl). 
Un Malmori d'Athótla est mentionné dans une charte renvoyant un an avant 1130, contenu dans le Book of Deer. Si la première partie est vraie et si la seconde partie se réfère au même Máel Muire, il aurait vécu plus de 90 ans, entre la mort du roi Donnchad Ier en 1040 et les années 1130. Il semble cependant que son grand-père paternel Crínán était également Mormaer d'Atholl. Máel Muire a probablement hérité du titre et des biens du Mormaer en compensation de la royauté.
En 1115 dans la charte de donation liée à la fondation du prieuré de Scone par le roi Alexandre Ier d'Écosse c'est toutefois son fils  Madadd qui est mentionné avec le titre nouveau de « Comes ».